# Antonio Carnicero
Antonio Carnicero Mancio (Salamanca, 10 de gener de 1748 - Madrid, 21 d'agost de 1814) va ser un pintor i gravador espanyol. Va treballar per a la cort en la Reial Fàbrica de Tapissos de santa Bàrbara i altres responsabilitats conreant un estil en el qual es troben trets del Rococó i el Neoclassicisme.

## Inicis
Fill de l'escultor Alejandro Carnisser, va viatjar a la cort madrilenya el 1749 per Felipe de Castro acompanyant el seu pare a qui se li havia encarregat un conjunt d'escultures per a les estances reials. També va ser pintor el seu germanastre Isidro Carnisser. Va ingressar a la Reial Acadèmia de Belles Arts de San Fernando el 1758 i amb dotze anys va ser becat per l'Acadèmia per anar junt amb el seu germà Isidro a ampliar els seus estudis de pintura a Roma.
El 1766 va tornar a Madrid on va començar a pintar per a institucions civils i eclesiàstiques, clients particulars i, posteriorment, per a la Casa Reial col·laborant des de 1775 amb José del Castillo en l'execució de cartrons per a tapissos. També va treballar com a decorador teatral amb realitzacions per al Teatre de la Cruz i el Teatre del Príncep documentades el 1885.
Va destacar com a dibuixant i gravador. De la seva habilitat són mostra la sèrie pintoresca Vestits d'Espanya i Índies (1777), la seva sèrie de gravats sobre Tauromàquia (1790) o la de retrats de personatges espanyols il·lustres (1788). Va participar amb les seves estampes en el projecte editorial que l'Acadèmia de la Llengua va preparar d'una impressió de luxe de El Quixot, que va ser editat per Joaquín Ibarra el 1780 i el 1782, i va suposar una fita en l'edició del clàssic per excel·lència de la literatura espanyola.
Va obtenir un gran resultat amb l'obra La coronació del rei Alfonso XI i la reina María, la seva dona en el concurs convocat per decorar l'església de San Francisco el Grande de Madrid. El 1783 o el 1784 es converteix en cronista il·lustrant l'Ascensió d'un Montgolfier a Aranjuez, que pot reflectir dos esdeveniments: un datat el 5 de juny de 1784, en el qual l'aeròstat del francès Bouclé es va elevar als jardins d'Aranjuez davant de la presència de la cort i del poble vestida de majos; o bé una altra que es va produir el 23 de novembre de 1783 a París, protagonitzada pel marquès d'Arle i Jean-François Pilâtre de Rozier.

## Pintor de cambra del rei
El 1796, i després de diversos intents fallits el 1788, 1792 i 1793, Carnicero va ser nomenat Pintor de Cambra del Rei, treballant des de llavors principalment com a retratista de la família real i altres ministres de la cort -retrats de Manuel Godoy jove o Pedro Rodríguez de Campomanes- i com a pintor de cartrons per a tapissos.
Va ser mestre de dibuix dels infants de la família real, especialment del llavors príncep d'Astúries Ferran VII. La relació amb el príncep va atreure sobre Carnicero la sospita d'estar implicat en l'anomenada Conspiració de l'Escorial que el 1806 va dirigir Ferran a fi de destronar el seu pare, fins al punt que va ser arrestat el 7 de novembre de 1807 romanent més de deu dies en aquesta situació fins que va ser alliberat.
A partir de 1809 es va veure obligat, igual com Francisco de Goya, a treballar per a Josep Bonaparte per no perdre el seu lloc de Pintor de Cambra. A Antonio Carnicero - a diferència de l'aragonès - li va ser incoat un procés per a ser apartat del seu lloc en entendre que havia servit al rei estranger. La petició de súplica de Carnicero no va arribar a temps de ser reintegrat al seu càrrec, ja que va morir el 21 d'agost, pocs dies abans de l'amnistia proclamada per Ferran VII el 1814.